# Миквиц
Миквиц (нем. Minckwitz, Minckwitz von Minckwitzburg, Minkwitz oder Münckwitz) — дворянские роды.

## Происхождение и история рода
Первый: Определением Правительствующего Сената, состоявшимся 2 сентября 1848 года, утверждено постановление Орловского дворянского депутатского собрания от 21 января 1847 года о внесении в третью часть дворянской родословной книги Александра Якимова Миквица, по заслугам отца его, титулярного советника Иоахима-Генриха, Всемилостивейше пожалованного 2 марта 1834 года орденом св. Станислава 4 степени.
Определениями же Правительствующего Сената, состоявшимися 22 декабря 1870 года и 28 января 1874 года признаны в дворянстве: инженер генерал-майор Юлий Якимов Миквиц (1820—1892), с сыном Александром, по чину прапорщика, полученному им в 1839 году, с правом на внесение во вторую часть родословной книги; действительный статский советник Павел Якимов Миквиц — по настоящему его чину, с правом на внесение в третью часть родословной книги и сыновья его: Аксель-Фритьоф, Павел-Геральд и Феликс-Андреас-Фюрхтегот, коим и выданы свидетельства о дворянстве (Гербовник XIII, 89).
Высочайшим повелением, от 17 марта 1877 года, воспитаннице генерал-адъютанта, генерал-лейтенанта Александра Минквиц — дочери эстляндского дворянина баронессе Эббе фон-Гюне дозволено принять фамилию её воспитателя и именоваться баронессой фон-Гюне-Минквиц, без предоставления ей права наследования в имуществе воспитателя её.
Второй: Обер-консисториальный советник евангелическо-лютеранской генеральной консистории в С.-Петербурге, Дидрих-Егор Миквиц, 21 мая 1834 года награждён орденом св. Анны 3-й степени, а 12 апреля 1840 г. пожалован ему с потомством диплом на дворянское достоинство (Гербовник XI, 139). Гергард Дидрихович Миквиц окончив 3-ю Петербургскую гимназию, преподавал в ней в 1853—1869 гг. физику и математику. 

## Описание гербов
- Серебряный щит разделён тремя чёрными выходящими с левого бока, остриями. Щит увенчан дворянскими шлемом и короною. Нашлемник: четверочастный круг, серебряный и червлёный, с золотою каймою и пятью страусовыми перьями, из коих среднее и крайнее серебряные, а прочие чёрные. Намёт: справа — червлёный, с серебром, слева — чёрный, с серебром. Герб Миквица внесён в Часть 11 Общего гербовника дворянских родов Всероссийской империи, стр. 139.

- Щит четырехчастный, в середине серебряный малый щиток. В нем слева три чёрных острия выходящие с одной стороны щита до другой. В первой и четвёртой золотых частях главного щита лазуревый стоящий гриф с червлёными глазами, языком и короной. Во второй и третьей лазуревых частях золотой коронованный лев с червлёными глазами и языком. Над щитом дворянский шлем с короной. Нашлемник: круглый, с золотым ободком щит, поделённый на четыре части на серебряные и червлёные поля. Он украшен семью страусовыми перьями: первое, четвёртой и пятое — серебряные, остальные — чёрные. Намет: справа — чёрный с серебром, слева — лазуревый с золотом. Герб Миквица внесён в Часть 13 Общего гербовника дворянских родов Всероссийской империи, стр. 89.